# Mayodendron
Mayodendron é um género botânico pertencente à família Bignoniaceae.

## Espécie
Mayodendron igneum

## Nome e referências
Mayodendron Kurz